# بویانووو
بویانووو (به لاتین: Bojanowo؛ تلفظ لهستانی: [bɔjaˈnɔvɔ]) یک شهر در لهستان است که در گمینا بویانووو واقع شده‌است.
بویانووو ۲٫۳۴ کیلومتر مربع مساحت و ۳٬۰۱۴ نفر جمعیت دارد.